# Matriz cero
En matemáticas, en particular en álgebra lineal, una matriz cero o matriz nula es una matriz con todos sus elementos iguales a cero. Algunos ejemplos de matrices nulas son:
{\displaystyle 0_{1,1}={\begin{bmatrix}0\end{bmatrix}},\ 0_{2,2}={\begin{bmatrix}0&0\\0&0\end{bmatrix}},\ 0_{2,3}={\begin{bmatrix}0&0&0\\0&0&0\end{bmatrix}}=0,{\mbox{etc.}}\ }
Por lo tanto, una matriz nula de orden mxn definida sobre un anillo K asume la forma:
{\displaystyle 0_{K_{m,n}}={\begin{bmatrix}0_{K}&0_{K}&\cdots &0_{K}\\0_{K}&0_{K}&\cdots &0_{K}\\\vdots &\vdots &&\vdots \\0_{K}&0_{K}&\cdots &0_{K}\end{bmatrix}}_{m\times n}}
Una matriz cero es, al mismo tiempo, matriz simétrica, matriz antisimétrica, matriz nilpotente y matriz singular.

## Propiedades
Si A y 0 son matrices cuadradas de nxn, A cualquiera, se cumple:
A+0 = 0+A = A
A+ (-A)= -A+ A = 0
Ax0 = 0xA = 0